# Залізничний транспорт Полтавської області
Залізничний транспорт Полтавської області — транспорт Полтавської області, що використовує залізничні колії для перевезення пасажирів та вантажів.

## Загальна характеристика
Залізничний транспорт Полтавщини в Україні займає друге місце з перевезення вантажів та третє — у перевезенні пасажирів. Експлуатаційна протяжність залізниць територією Полтавської області складає 853,4 км. Щільність залізниць — 2,96 км на 100 км² (Україна — 3,8 км). Залізниця Полтавської дирекції обслуговується переважно під тепловозною тягою. Експлуатаційна довжина електрифікованих залізничних колій загального користування складає 277,6 км (32,5 % від загальної довжини). Решта 575,8 км (67,5 %) — дизельне пальне.

Вокзали Полтавської дирекції
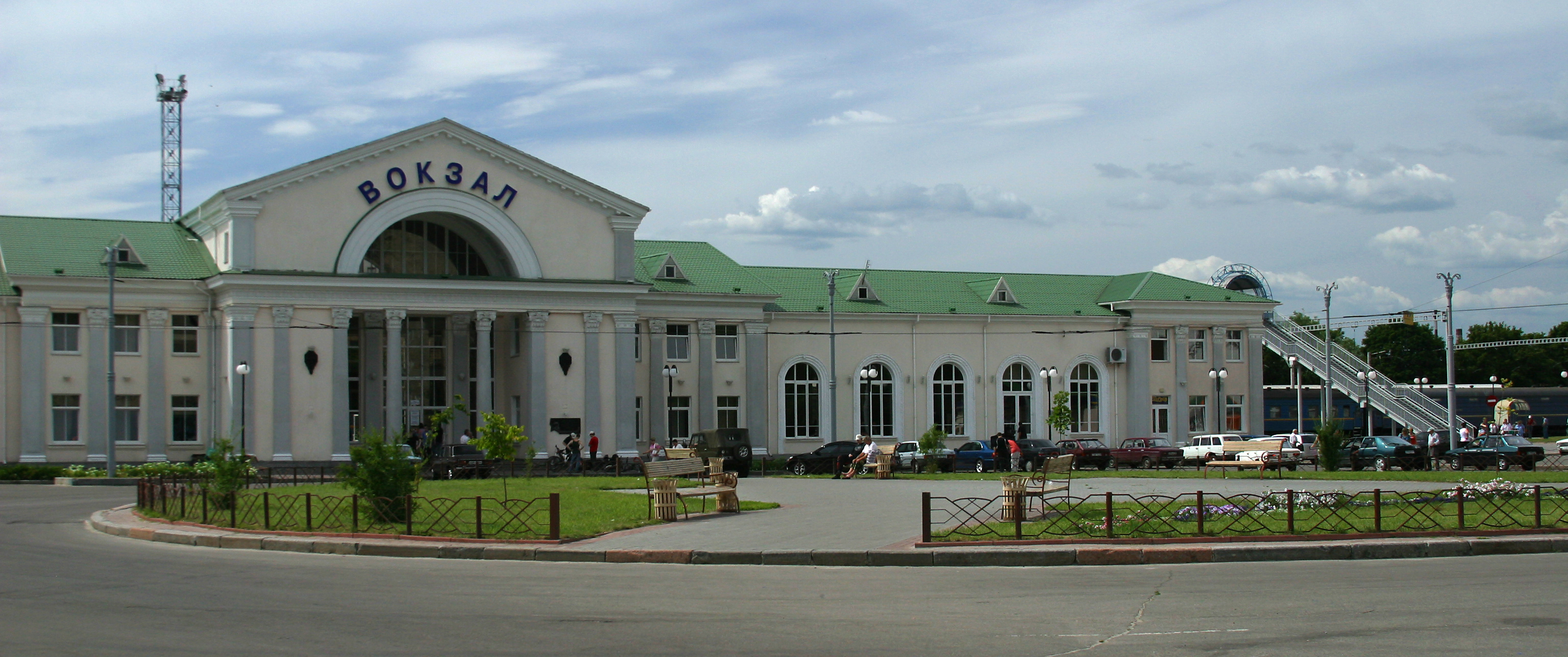
Полтава-Київська
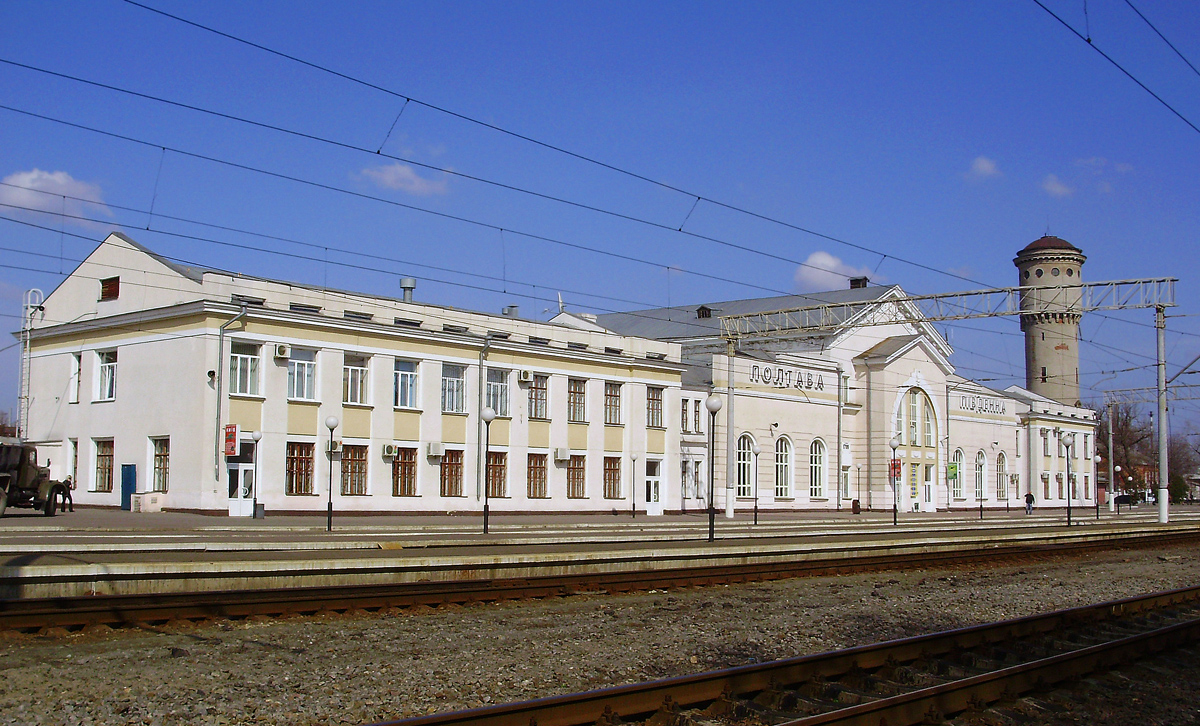
Полтава-Південна
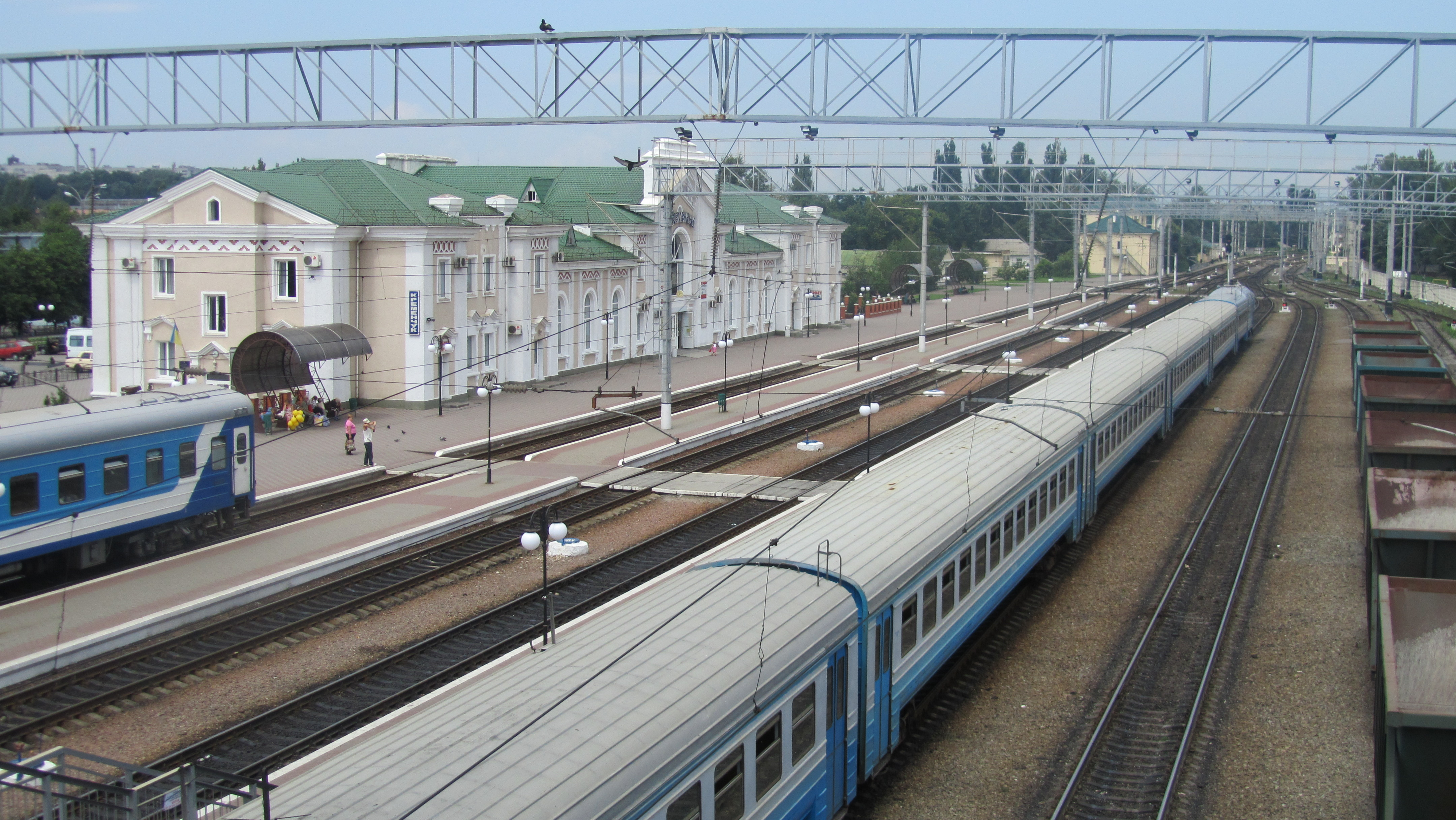
Кременчук

Залізнична мережа області підпорядковується  Полтавській дирекції залізничних перевезень (ДН-4), що є складовою частиною Південної залізниці. Полтавщину перетинають чотири залізничні магістралі:
- Лозова — Полтава — Ромодан — Гребінка;
- Харків — Полтава — Кременчук;
- Бахмач — Ромодан — Кременчук з відгалуженням Лохвиця — Гадяч;
- Бахмач — Пирятин — Гребінка.

Дирекції підпорядковані 8 пасажирських вокзалів на станціях Полтава-Київська, Кременчук, Ромодан, Миргород, Лубни, Гребінка, Прилуки, Ромни. Виконує перевезення пасажирів та вантажів у Полтавській та частково у Сумській, Чернігівській, Кіровоградській й Харківській областях. Обслуговує підприємства гірничорудної промисловості, машинобудування, будівельних матеріалів, нафтопереробні підприємства, а також райони сільського господарства, по станції Кременчук взаємодіє з річковим транспортом.
Дирекція межує з іншими залізницями України: Південно-Західною (ст. Гребінка, Григорівка, рзд. Варварівський, Лосинівка), Одеською (ст. Бурти, Гребінка).
Станції дирекції розташовані на дільницях:
- Полтава — Красноград (із межею дирекції по ст. Куми)
- Полтава — Кременчук
- Полтава — Ромодан
- Кременчук — Ромодан
- Ромодан — Лохвиця — Гадяч
- Ромодан — Гребінка — Прилуки — Ніжин (із межею дирекції по ст. Лосинівка)
- Прилуки — Бахмач (із межею дирекції по роз'їзду Варварівський)
- Лохвиця — Ромни — Бахмач (із межею по станції Григорівка).

На станціях дирекції формуються вантажні поїзди з перевезенням: руди, наливання нафтопродуктів, будівельних вантажів. Найбільше навантаження вагонів здійснюють переважно станції Золотнишине, Кагамлицька, Кременчук.
Залізниця в Полтавській області розташована досить рівномірно. Максимальна віддаленість населених пунктів від залізниці не перевищує 50 км. Найбільшими та структуроутворючими залізничними вузлами є: Полтава-Південна, Полтава-Київська, Кременчук, Гребінка, Ромодан, Лубни та Миргород.
Полтавська область має позитивний баланс залізничних перевезень: відправлення вантажів майже у 2,5 рази перевищує прибуття. Найбільшу питому вагу в структурі відправлених з області вантажів займають нафта, нафтопродукти, залізна руда, будівельні матеріали, у структурі прибулих вантажів переважають вугілля, зернові, продукція чорної та кольоровоїметалургії.
Довжина головних колій Полтавської дирекції складає 1294,5 км. Розгорнута довжина колій дирекції — 2184,5 км. Дільниці дирекції від станції Гребінка — Полтава, Бурти — Кременчук, Полтава — Кременчук (119 км) — електрифіковані. У перспективі Кременчук — Ромодан (завдожки 114 км).
- Експлуатаційна довжина електрифікованих колій — 311,7 км;
- Розгорнута довжина контактної мережі — понад 560 км;
- Кількість станцій і роз'їздів на електрифікованому ходу — 29.

Головні залізничні напрямки в складі дирекції:
- Харків — Полтава — Гребінка — Київ
- Харків — Полтава — Кременчук — Користівка — Знам'янка
- Лозова — Красноград — Полтава
- Гребінка — Прилуки — Ніжин.

## Історія
Перші залізничні лінії були побудовані наприкінці XIX — початку XX століття, так ще у 1869 році вперше в Полтавській губернії почала діяти перша залізнична дільниця, що сполучила Кременчук з Єлисаветградом (нині — Кропивницький) та Балтою, а також станція Крюків-на-Дніпрі з усім станційним господарством.
У 1870—1871 роках прокладені залізничні лінії Кременчук — Полтава — Харків, у 1872 році, після введення в експлуатацію Крюківського моста через річку Дніпро й закінчення будівництва з'єднувальної дільниці Крюків — Кременчук, залізничне сполучення поєднало Харків із Причорномор'ям, Одесою і Миколаєвом.
У 1888 році введена в експлуатацію дільниця Кременчук — Ромни, у 1897 — лінія Полтава — Константиноград (нині — Красноград), у 1901 році побудована залізнична лінія Полтава — Гребінка.
23 вересня 1946 року створено Полтавське відділення Південної залізниці, відповідно з наказом Міністерства шляхів сполучення № 652, яке проіснувало до реорганізації структури залізничного транспорту України. В ході реорганізації зі складу відділення були вилучені вагонні, локомотивні депо, дистанції цивільних споруд, сигналізації й зв'язку, колії, які були підпорядковані відповідним службам Південної залізниці. Підрозділ одержав назву — Полтавське регіональне представництво Південної залізниці (РП-4).
Сучасну назву Полтавської дирекції залізничних перевезень (ДН-4) отримала 1 серпня 2000 року, відповідно наказу № 77/Н від 30.05.2000 року, ставши структурним підрозділом без права юридичної особи в складі Державного галузевого об'єднання «Південна залізниця».

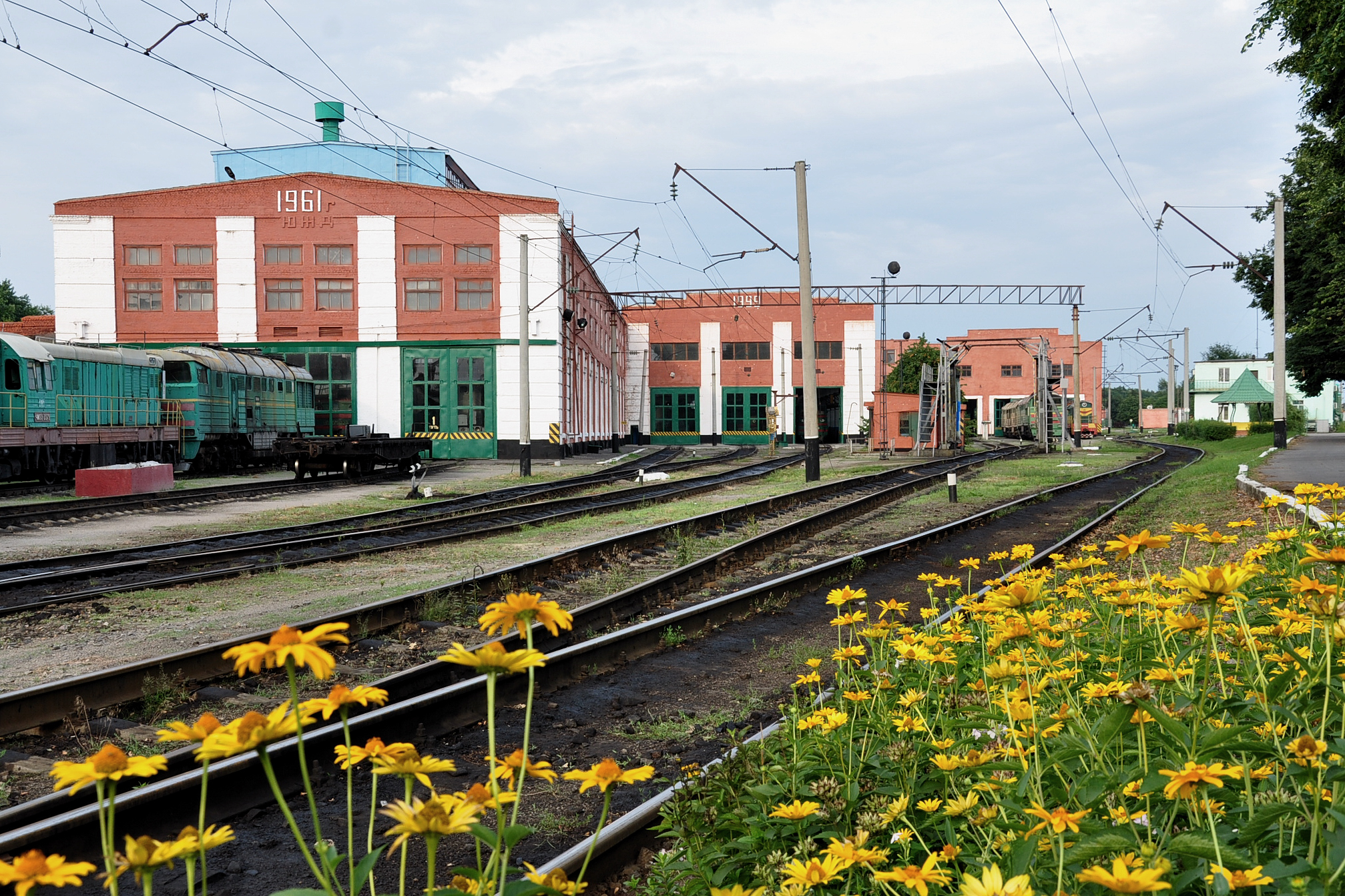
Локомотивное депо (ТЧ-12) станції Гребінка

Згідно з державною програмою електрифікації залізниць проводилися роботи щодо електрифікації головних залізничних ліній. Закінчені роботи на дільниці Гребінка — Полтава — Вакуленці — Харків (загальною протяжністю 347,5 км), у 2008 році введено в експлуатацію електрифіковану станцію Полтава-Південна в складі дільниці Полтава — Кременчук (119 км).